# Він?
«Він?» (фр. Lui?) — новела французького письменника Гі де Мопассана, видана в 1883 році. Сюжет твору розповідає про чоловіка, який за допомогою шлюбу втікає від самотності. В основу твору покладені психологічні відчуття автора, який у зрілому віці мав депресію та параною.

## Історія
Новелу «Він?» Гі де Мопассан вперше надрукував 3 липня 1883 року в газеті «Gil Blas» під псевдонімом Монфріньоз. Автор присвятив її французькому драматургу П'єрові Декурселю. Наступного 1884 року письменник включив її до складу збірки «Сестри Рондолі». Перший український переклад цього твору належить перу Максима Рильського, він побачив світ у восьмитомному зібранні творів Гі де Мопассана, виданому видавництвом «Дніпро».

## Сюжет
Оповідач зізнається другові, що надумав одружитися з майже незнайомою дівчиною, яка не має великих статків. Це шлюб без любові, який на думку чоловіка не буде міцним. Свій доволі цинічний вибір чоловік пояснює егоїстичними мотивами: він не хоче залишатись на самоті, оскільки останнім часом бачить у своїй кімнаті примарні образи, які його вкрай лякають.